# Il colpo del leone
Il colpo del leone (Le Lion) è un film del 2021 diretto da Ludovic Colbeau-Justin.

## Trama
Léo Milan è un malato psichiatrico che parla di sé come di un agente segreto. Il dottor Romain Tardi ha in cura l'uomo e ascolta divertito tutti i racconti fantastici che il paziente gli fa in merito al suo avventuroso passato. 
Un giorno Léo scorge dalla finestra la fidanzata di Romain e mette in guardia quest'ultimo perché ritiene che la stessa sia pedinata. Il dottore non dà peso alle parole del suo paziente ma quella sera stessa Louise viene rapita e l'uomo, non trovando appoggio dalla polizia, si affida al suo paziente, sulla cui identità di agente incomincia a credere. L'agente "leone" evade così dall'ospedale psichiatrico e incomincia le ricerche della ragazza scomparsa dimostrandosi effettivamente molto abile non solo nelle arti marziali e nella guida, ma anche nella tecnica investigativa.
Il leone scopre così che l'insospettabile Louise ha un passato di hacker internazionale di primissimo livello ed è stata rapita da un'organizzazione di malviventi per supportare un furto clamoroso alla Banca di Francia. Léo e Romain con coraggio, abilità e un po' di fortuna riescono a rintracciare la banda e in fine a sgominarla salvando la ragazza. Decisiva la trasformazione di Romain, che per amore e grazie alle lezioni del maestro Léo, si è trasformato in una sorta di 007.
Louise confessa di aver celato il suo passato a Romain, ma gli assicura che lui non è una copertura e la prova che lo ama è data dal fatto che è felicissima di annunciargli che finalmente è incinta.
Romain scopre poi che Léo, rimasto ferito, non è affatto un agente. Tre anni prima assistette impotente all'uccisione della fidanzata Anna in una sparatoria. Lo choc lo spinse a concentrarsi sulle indagini per cercare i responsabili dell'omicidio, fino a perdere il senno e credere di essere un agente segreto.
Andatolo a trovare in ospedale, Romain asseconda l'amico aiutandolo a scappare, evitandogli così di tornare alle cure psichiatriche che lo attendevano.

## Accoglienza

### Incassi
Dopo un buon esordio nelle sale francesi, il film ha fatto registrare un risultato molto inferiore alle attese, pari a circa 500.000 euro di incassi, troppo poco anche in virtù di un budget di ben 14 milioni di euro.